# Kabinett Simonis II
Das Kabinett Simonis II bildete vom 22. Mai 1996 bis zum 28. März 2000 die Landesregierung von Schleswig-Holstein.
| Amt                                                      | Name                                                    | Partei | Partei     |
| -------------------------------------------------------- | ------------------------------------------------------- | ------ | ---------- |
| Ministerpräsidentin                                      | Heide Simonis                                           |        | SPD        |
| Stellvertreter der Ministerpräsidentin                   | Rainder Steenblock                                      |        | B’90/Grüne |
| Inneres                                                  | Ekkehard Wienholtz                                      |        | SPD        |
| Justiz, Bundes- und Europaangelegenheiten                | Gerd Walter                                             |        | SPD        |
| Finanzen und Energie                                     | Claus Möller                                            |        | SPD        |
| Wirtschaft, Technologie und Verkehr                      | Peer Steinbrück bis 28. Oktober 1998 Horst Günter Bülck |        | SPD        |
| Arbeit und Soziales und Gesundheit                       | Heide Moser                                             |        | SPD        |
| Natur, Umwelt und Forsten                                | Rainder Steenblock                                      |        | B’90/Grüne |
| Ländliche Räume, Landwirtschaft, Ernährung und Tourismus | Hans Wiesen bis 5. Mai 1998 Klaus Buß                   |        | SPD        |
| Bildung, Wissenschaft, Forschung und Kultur              | Gisela Böhrk bis 28. Oktober 1998 Ute Erdsiek-Rave      |        | SPD        |
| Frauen, Jugend, Wohnungs- und Städtebau                  | Angelika Birk                                           |        | B’90/Grüne |